# Craig Janney
Craig Harlan Janney (né le 26 septembre 1967 à Hartford, dans l'État du Connecticut aux États-Unis) est un joueur professionnel retraité de hockey sur glace ayant évolué durant treize saisons dans la Ligue nationale de hockey.

## Carrière
Retenu par l'équipe nationale des États-Unis qui prend part au championnat du monde junior de 1985 alors qu'il évolue au niveau secondaire, Craig Janney rejoint la saison suivante les Eagles de Boston College, club collégiale évoluant dans la division Hockey East du championnat de la NCAA.
Après une première saison avec les Eagles et un retour au niveau international pour le championnat du monde junior de 1986, le joueur de centre se voit être réclamé au premier tour du repêchage de 1986 de la LNH par les Bruins de Boston. Malgré cette sélection, il retourne pour une seconde saison avec les Eagles où il inscrit pas moins de 81 points en 37 rencontres, obtenant du coup une nomination dans la première équipe d'étoiles de la division ainsi que dans la première équipe de l'Est dans la NCAA.
Il rejoint au terme de cette saison l'équipe nationale des États-Unis avec laquelle il s'aligne à l'occasion des Jeux olympiques de 1988. À la suite de cette expérience olympique, il intègre l'alignement des Bruins et s'impose dès son arrivée avec l'équipe comme un joueur dominant alors qu'il inscrit seize points en quinze rencontres et aide les Bruins à atteindre la finale de la Coupe Stanley, qu'ils perdront face aux Oilers d'Edmonton.
Connaissant deux saisons consécutives de 62 points, il aide en 1990 les Bruins à atteindre la finale de la Coupe Stanley pour une deuxième fois en trois ans et connait la saison suivante sa deuxième meilleure production en carrière alors qu'il inscrit 92 points en 77 rencontres. Janney rejoint également durant cette saison les États-Unis et accède avec ceux-ci à la finale de la Coupe Canada 1991.
Échangé durant la saison 1991-1992 aux Blues de Saint-Louis en retour d'Adam Oates, il forme alors un duo avec le prolifique Brett Hull et cette alliance l'aide en 1992-1993 à atteindre un sommet en carrière alors qu'il inscrit pas moins de 106 points en 84 rencontres.
Le 14 mars 1994, il est envoyé aux Canucks de Vancouver à titre de compensation lorsque les Blues signe l'agent libre avec restriction Petr Nedvěd. Craig Janney refuse alors cet échange et après une semaine de pourparlers, les deux équipes s'entendent pour retourner Janney aux Blues en échange de trois joueurs.
Après un dernier passage au championnat du monde avec les États-Unis, Janney revient avec les Blues pour le début de la saison 1994-1995. L'équipe effectue en vue de cette saison un changement d'entraîneur et un ménage est alors apporté au sein de l'organisation par le nouvel entraîneur-chef Mike Keenan. Ainsi, Craig Janney se retrouve alors sous le maillot des Sharks de San José.
Il ne reste qu'un an avec les Sharks avant de rejoindre les Jets de Winnipeg durant la saison 1995-1996. Le joueur de centre reste avec l'organisation des Jets lorsque ceux-ci deviennent à l'été 1996 les Coyotes de Phoenix et dispute deux saisons en Arizona.
Échangé au Lightning de Tampa Bay à l'été 1998, il ne reste avec ces derniers que pour 38 rencontres avant d'être échangé à nouveau, cette fois aux Islanders de New York. Au terme de cette saison, il se retire de la compétition.
Après sa carrière de joueur, il revient dans le monde du hockey, étant nommé le 13 février 2007 entraîneur-chef par intérim des Cotton Kings de Lubbock de la Ligue centrale de hockey. Au terme de cette saison, l'équipe cesse ses activités.

## Statistiques

### Statistiques en club
| Saison     | Équipe                          | Ligue      |     | Saison régulière | Saison régulière | Saison régulière | Saison régulière | Saison régulière |    | Séries éliminatoires | Séries éliminatoires | Séries éliminatoires | Séries éliminatoires | Séries éliminatoires |
| Saison     | Équipe                          | Ligue      | PJ  | B                | A                | Pts              | Pun              | PJ               | B  | A                    | Pts                  | Pun                  |                      |                      |
| 1984- 1985 | Académie Deerfield              | USHS       | 17  | 33               | 35               | 68               | 6                |                  |    |                      |                      |                      |                      |                      |
| 1985- 1986 | Eagles de Boston College        | HE         | 34  | 13               | 14               | 27               | 8                |                  |    |                      |                      |                      |                      |                      |
| 1986- 1987 | Eagles de Boston College        | HE         | 37  | 26               | 55               | 81               | 6                |                  |    |                      |                      |                      |                      |                      |
| 1987- 1988 | Équipe nationale des États-Unis | int.       | 52  | 26               | 44               | 70               | 6                |                  |    |                      |                      |                      |                      |                      |
| 1987-1988  | Bruins de Boston                | LNH        | 15  | 7                | 9                | 16               | 0                | 23               | 6  | 10                   | 16                   | 11                   |                      |                      |
| 1988-1989  | Bruins de Boston                | LNH        | 62  | 16               | 46               | 62               | 12               | 10               | 4  | 9                    | 13                   | 21                   |                      |                      |
| 1989-1990  | Bruins de Boston                | LNH        | 55  | 24               | 38               | 62               | 4                | 18               | 3  | 19                   | 22                   | 2                    |                      |                      |
| 1990-1991  | Bruins de Boston                | LNH        | 77  | 26               | 66               | 92               | 8                | 18               | 4  | 18                   | 22                   | 11                   |                      |                      |
| 1991-1992  | Bruins de Boston                | LNH        | 53  | 12               | 39               | 51               | 20               |                  |    |                      |                      |                      |                      |                      |
| 1991-1992  | Blues de Saint-Louis            | LNH        | 25  | 6                | 30               | 36               | 2                | 6                | 0  | 6                    | 6                    | 0                    |                      |                      |
| 1992-1993  | Blues de Saint-Louis            | LNH        | 84  | 24               | 82               | 106              | 12               | 11               | 2  | 9                    | 11                   | 0                    |                      |                      |
| 1993-1994  | Blues de Saint-Louis            | LNH        | 69  | 16               | 68               | 84               | 24               | 4                | 1  | 3                    | 4                    | 0                    |                      |                      |
| 1994-1995  | Blues de Saint-Louis            | LNH        | 8   | 2                | 5                | 7                | 0                |                  |    |                      |                      |                      |                      |                      |
| 1994-1995  | Sharks de San José              | LNH        | 27  | 5                | 15               | 20               | 10               | 11               | 3  | 4                    | 7                    | 4                    |                      |                      |
| 1995-1996  | Sharks de San José              | LNH        | 71  | 13               | 49               | 62               | 26               |                  |    |                      |                      |                      |                      |                      |
| 1995-1996  | Jets de Winnipeg                | LNH        | 13  | 7                | 13               | 20               | 0                | 6                | 1  | 2                    | 3                    | 0                    |                      |                      |
| 1996-1997  | Coyotes de Phoenix              | LNH        | 77  | 15               | 38               | 53               | 26               | 7                | 0  | 3                    | 3                    | 4                    |                      |                      |
| 1997-1998  | Coyotes de Phoenix              | LNH        | 68  | 10               | 43               | 53               | 12               | 6                | 0  | 3                    | 3                    | 0                    |                      |                      |
| 1998-1999  | Lightning de Tampa Bay          | LNH        | 38  | 4                | 18               | 22               | 10               |                  |    |                      |                      |                      |                      |                      |
| 1998-1999  | Islanders de New York           | LNH        | 18  | 1                | 4                | 5                | 4                |                  |    |                      |                      |                      |                      |                      |
| Totaux LNH | Totaux LNH                      | Totaux LNH | 760 | 188              | 563              | 751              | 170              | 120              | 24 | 86                   | 110                  | 53                   |                      |                      |

### Statistiques en équipe nationale
| Année | Équipe     | Compétition                 |    | PJ | B | A | Pts | Pun                |  | Résultat |
| 1985  | États-Unis | Championnat du monde junior | 7  | 4  | 2 | 6 | 0   | 6e place           |  |          |
| 1986  | États-Unis | Championnat du monde junior | 3  | 1  | 1 | 2 | 2   | Médaille de bronze |  |          |
| 1987  | États-Unis | Championnat du monde        | 10 | 1  | 0 | 1 | 0   | 7e place           |  |          |
| 1988  | États-Unis | Jeux olympiques             | 5  | 3  | 3 | 6 | 2   | 7e place           |  |          |
| 1991  | États-Unis | Coupe Canada                | 8  | 4  | 2 | 6 | 0   | Médaille d'argent  |  |          |
| 1994  | États-Unis | Championnat du monde        | 7  | 2  | 5 | 7 | 0   | 4e place           |  |          |

## Honneurs et trophées
- Hockey East
  - Nommé dans la première équipe d'étoiles en 1987.
- NCAA
  - Nommé dans la première équipe d'étoiles de l'est des États-Unis en 1987.

## Transactions en carrière
- Repêchage 1986 : Réclamé par les Bruins de Boston (1er choix de l'équipe, 13e au total).
- 7 février 1992 : échangé par les Bruins avec Stéphane Quintal aux Blues de Saint-Louis en retour d'Adam Oates.
- 14 mars 1994 : échangé par les Blues avec leur choix de deuxième ronde au repêchage de 1994 (les Canucks sélectionnent avec ce choix Dave Scatchard) aux Canucks de Vancouver à titre de compensation pour la signature par les Blues de l'agent libre Petr Nedvěd.
- 21 mars 1994 : échangé par les Canucks aux Blues de Saint-Louis en retour de Jeff Brown, Bret Hedican et Nathan LaFayette.
- 6 mars 1995 : échangé par les Blues avec une somme d'argent aux Sharks de San José en retour de Jeff Norton et des compensations futures.
- 18 mars 1996 : échangé par les Sharks aux Jets de Winnipeg en retour de Darren Turcotte et du choix de deuxième ronde des Stars de Dallas au repêchage de 1996 (choix acquis précédemment et ultérieurement échangé aux Blackhawks de Chicago qui sélectionnèrent avec ce choix Rémi Royer).
- 1er juillet 1996 : transféré aux Coyotes de Phoenix lors de la relocalisation des Jets de Winnipeg.
- 11 juin 1998 : échangé par les Coyotes au Lightning de Tampa Bay en retour de Louie DeBrusk et du choix de cinquième ronde du Lightning au repêchage de 1998 (les Coyotes sélectionnèrent avec ce choix Jay Leach).
- 18 janvier 1999 : échangé par le Lightning aux Islanders de New York en retour du choix de sixième ronde des Maple Leafs de Toronto au repêchage de 1999 (choix acquis précédemment, le Lightning sélectionne avec ce choix Fiodor Fiodorov).